# Зелинг, Гюнтер
Гюнтер Зелинг (нем. Günter Seling; 28 апреля 1940, Штансдорф — 30 сентября 1962, Клайнмахнов) — восточногерманский пограничник, унтер-офицер, застреленный по ошибке при патрулировании Берлинской стены сослуживцем, который принял Зелинга за перебежчика.

## Биография
Уроженец Штансдорфа, Зелинг жил всю свою жизнь в доме своих родителей. В возрасте 19 лет был призван на службу в Национальную народную армию, служил в пограничной роте в Хайнерсдорфе.
Утром 29 сентября 1962 в густом тумане некий восточногерманский солдат В. проводил патрулирование в местечке Клайнмахнов на пограничном посту. Услышав шаги Зелинга, он обернулся и, приняв приближающегося пограничника за пытающегося перелезть через стену беглеца, произвёл четыре выстрела из своего автомата. Один из выстрелов пришёлся в голову Гюнтера и стал смертельным. Раненого пограничника немедленно доставили в больницу и сделали ему операцию, но Зелинг не перенёс её и в 3 часа утра 30 сентября скончался. Подлинные обстоятельства смерти до сих пор не установлены: есть версия, что выстрелы могли быть произведены случайно, а не умышленно.
В ГДР его смерть не афишировалась, в отличие от смертей других пограничников, погибших на службе. Похороны провели по традиционному обряду без воинских почестей. Однако западногерманская газета Berliner Tagesspiegel 11 октября сообщила о похоронах пограничника, застреленного товарищем. Солдат В. был задержан, но его судьба в ГДР осталась неизвестной. В 1990 году после объединения Германии уголовное дело было решено закрыть и признать случившееся несчастным случаем.